# Lonas roczny
Lonas roczny (Lonas annua Vines & Druce) – gatunek rośliny z rodziny astrowatych. Reprezentuje monotypowy rodzaj lonas Lonas. Zasięg tego gatunku obejmuje zachodnią część obszaru śródziemnomorskiego – w północno-zachodniej Afryce rośnie od Maroka po Tunezję, poza tym na Sardynii i Sycylii. Rośnie w suchych miejscach i kwitnie od sierpnia do października.
Roślina uprawiana jest jako ozdobna.

## Morfologia
PokrójRoślina jednoroczna o pędzie nagim, krzaczasto rozgałęzionym i wzniesionym. Łodyga czerwonawa, tęga.
LiścieSiedzące lub krótkoogonkowe. Dolne trzykrotnie pierzaste, o odcinkach ząbkowanych. W górnej części pędu liście pierzastosieczne, o odcinkach równowąskich, zaostrzonych.
KwiatyZebrane w niewielkie koszyczki, a te w gęste podbaldachy na szczytach pędów. Okrywa z listkami w dwóch szeregach, obłonionymi. Kwiaty tylko rurkowate, żółte.
OwocePryzmatyczne i 5-żebrowe niełupki. Puch kielichowy w postaci błoniastego, porozcinanego rąbka.

## Systematyka
Gatunek z monotypowego rodzaju lonas Lonas Adanson, Fam. 2: 118, 572. Jul-Aug 1763. Rodzaj należy do rodziny astrowatych (Asteraceae), a w jej obrębie do podrodziny Asteroideae i plemienia Anthemideae.